# Orgilus citus
Orgilus citus är en stekelart som beskrevs av Muesebeck 1970. Orgilus citus ingår i släktet Orgilus och familjen bracksteklar. Inga underarter finns listade i Catalogue of Life.